# Sant Crist de Castellterçol
El Sant Crist de Castellterçol és la capella del cementiri municipal de la vila de Castellterçol, és dins del nucli urbà del mateix nom, al Vallès Oriental en la comarca natural del Moianès. És de Castellterçol, a l'extrem nord-oest del nucli urbà.